# إم. نورتن وايز
إم. نورتن وايز (بالإنجليزية: M. Norton Wise)‏ هو مؤرخ أمريكي، ولد في 2 أبريل 1940.